# 조선적
조선적(일본어: 朝鮮籍 조센세키[*], 영어: Korean domicile)은 1945년 일본 제국의 패망 후 1947년에 주일 미군정이 재일 한국인에게 외국인 등록제도의 편의상 만들어 부여한 임시 국적으로, 현재는 이 가운데 대한민국이나 일본의 국적을 취득하지 않은 사람들이 해당된다. 일본 정부는 이들을 '구 조선호적등재자 및 그 자손(일본국적 보유자는 제외) 가운데 외국인 등록상의 국적 표시를 아직 대한민국으로 변경하지 않은 사람'이라고 해석한다.
대한민국으로 국적을 변경하지 않은 이들은 일본 내에서는 특별영주자이고 대한민국과 조선민주주의인민공화국에서는 특수한 지위가 인정되지만, 그 밖의 국가에서는 무국적으로 분류된다. 일본 법령에 따라 일본에 영주하면서 조선민주주의인민공화국의 국적을 취득하는 것은 사실상 불가능하다. 2023년 말 기준으로 전체 인구는 2만4035 명이다.
2024년 기준으로 전체 재일 한국인(1965년 한일국교정상화 이후 일본에 이주한 뉴커머 16만여 명 포함) 가운데 대한민국 국적자는 41만여 명, 조선적은 2.3만 명이었고.

## 친북 문제
모든 조선적 주민이 총련계인 것은 아니지만 상당수가 총련계이며, 총련에서 운영하는 이른바 "조선학교"를 다니고 있다. 애당초 일본으로 귀화하거나 한국 국적을 취득하지 않은 것은 북한 국적을 얻을 방법이 없기 때문이다. 일본과 북한이 정식 수교를 하여 북한 국적이 일본 내에서 인정된다면, 상당수는 북한 국적을 취득할 것으로 예상된다.

## 입국 문제
대한민국의 남북교류협력에 관한 법률은 "외국 국적을 보유하지 아니하고 대한민국의 여권(旅券)을 소지하지 아니한 외국 거주 동포가 남한을 왕래하려면 「여권법」 제14조제1항에 따른 여행증명서를 소지하여야 한다."고 규정하고 있다. 현재 조선적인 사람에게는 대한민국이 여권을 발급해 주지 않고, 대부분의 조선적 또한 대한민국 여권 발급을 원하지 않는 실정이다. 고로 조선적은 대한민국의 여권이 없으므로, 대한민국 정부가 여행증명서 발급을 거부하는 방식으로 국적 표시를 변경하지 않은 조선적의 입국을 통제할 수 있다. 실제로 재일교포 음악가 양방언이 이러한 이유로 1999년에 조선적을 버리고 대한민국으로 완전히 국적을 선택한 사례가 있다.
이에 대해 가족관계등록부를 등록한 조선적은 여권 발급이 가능해야 맞다는 지적이 있다.

## 인구
| 년도   | 인구   |
| ------ | ------ |
| 2012년 | 40,617 |
| 2013년 | 38,491 |
| 2014년 | 35,753 |
| 2015년 | 33,939 |
| 2016년 | 32,461 |
| 2017년 | 30,859 |
| 2018년 | 29,559 |
| 2019년 | 28,069 |
| 2020년 | 27,214 |
| 2021년 | 26,312 |
| 2022년 | 25,358 |
| 2022년 | 24,305 |

## 같이 보기
- 재일본조선인총련합회
- 재일본대한민국민단
- 한민족
- 한국인
- 무국적
- 특별영주자